# Vodice (Dobrepolje)
Vodice (Duits: Woditz) is een plaats in Slovenië en maakt deel uit van de gemeente Dobrepolje in de NUTS-3-regio Osrednjeslovenska. De plaats telde 25 inwoners op 1 januari 2020.

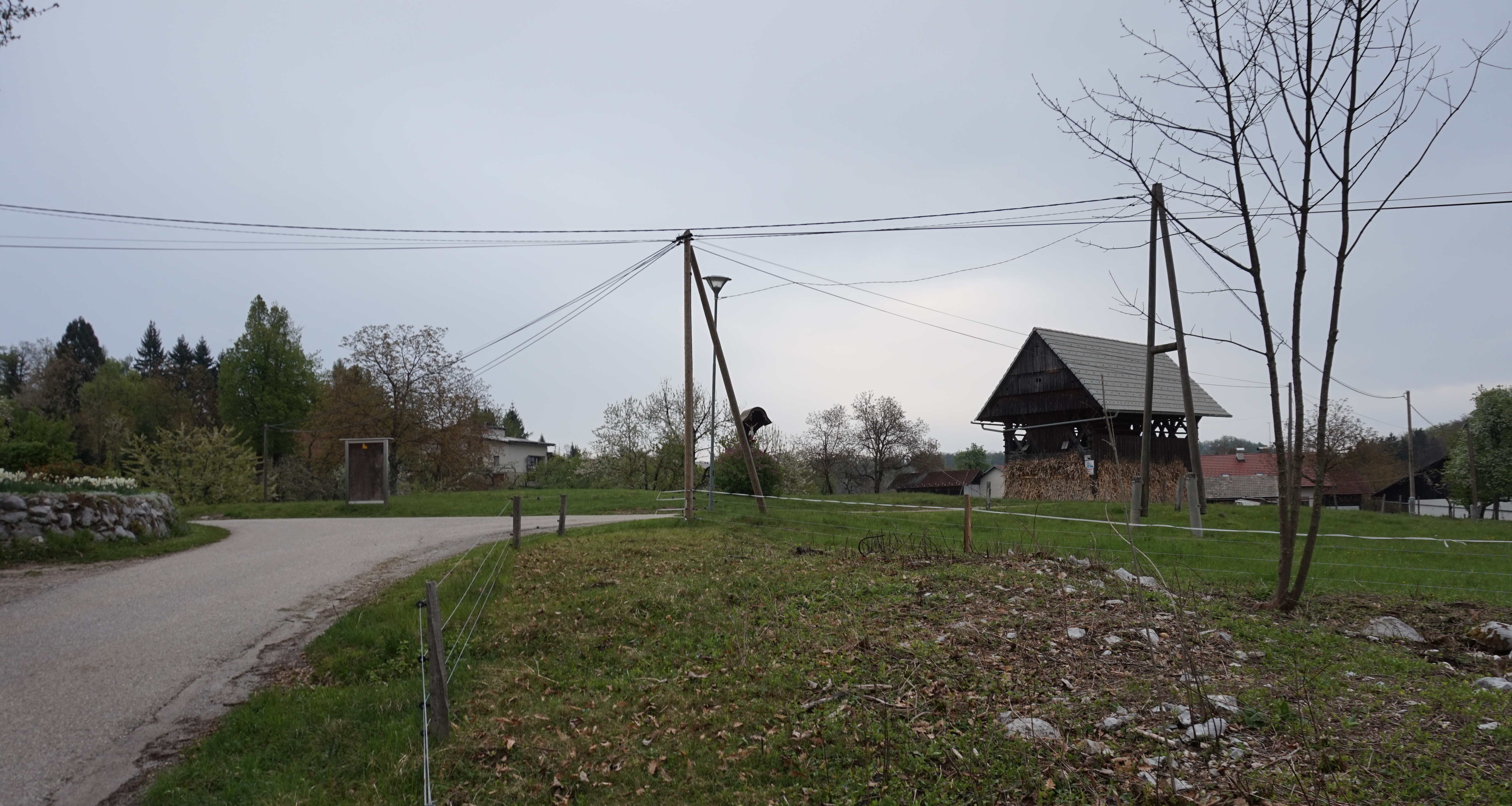
Landweggetje bij Vodice